# جيس كيرسي
جيس كيرسي (بالإنجليزية: Jess Kersey)‏ هو حكم أمريكي، ولد في 12 يناير 1941، وتوفي في 22 أبريل 2017 بسبب سرطان.